# Навчально-науковий інститут медико-біологічних проблем ТНМУ
Навчально-науковий інститут медико-біологічних проблем Тернопільського національного медичного університету імені І. Я. Горбачевського — структурний підрозділ Тернопільського національного медичного університету імені І. Я. Горбачевського.
Розташований у біологічному корпусі університету по вул. Словацького, 2.

## Історія
Навчально-науковий інститут медико-біологічних проблем створений за наказом ректора університету № 201 від 8 червня 2005 року та ухвалою вченої ради функціонує і почав функціонувати з 15 липня 2005 року. Навчально-науковий інститут охоплює 6 кафедр — медичної біології, мікробіології, вірусології та імунології, нормальної фізіології, соціальної медицини, організації охорони здоров'я з медичною статистикою, фізичної терапії, ерготерапії та фізичного виховання, медичної біоетики і деонтології.

## Керівництво
Директори:
- Степан Вадзюк, доктор медичних наук, професор — червень 2005 — червень 2012,
- Сергій Климнюк, доктор медичних наук, професор — червень 2012 — вересень 2013,
- Лариса Федонюк, доктор медичних наук, професор — вересень 2013 — ?,
- Наталія Ткачук, кандидат медичних наук, доцент — від 2016 року.

Заступники директора: з навчальної роботи — кандидат медичних наук, доцент Наталія Панчишин, з наукової роботи — кандидат біологічних наук, доцент Ірина Привроцька.

## Кафедри

### Кафедра медичної біології
Кафедра медичної біології існує з червня 1957 року. У 2000 році організовано кафедру фармакогнозії з біологією та медичною генетикою, з 2003 — відновлено кафедру медичної біології, у 2005 — кафедру ввели у склад кафедри мікробіології, імунології і вірусології, у 2011 році кафедра медичної біології знову стала окремим підрозділом.
Завідувачі кафедри:
- Іван Яременко, кандидат біологічних наук, доцент — 1957—1974,
- Анатолій Локай, доктор медичних наук, професор — 1974—1995,
- Роман Бойчук, доцент — 1995—1998,
- Сергій Климнюк, доктор медичних наук, професор — 1998—2000,
- Світлана Марчишин, доктор медичних наук, професор — 2000—2001 (кафедра фармакогнозії з біологією та медичною генетикою),
- Михайло Корда, доктор медичних наук, професор — 2002 (кафедра фармакогнозії з біологією та медичною генетикою),
- Ніна Кулікова, доктор медичних наук, професор — 2002—2003 (кафедра фармакогнозії з біологією та медичною генетикою),
- Лідія Котляренко, доцент — 2003—2005 (кафедра медичної біології),
- Сергій Климнюк, доктор медичних наук, професор — 2005—2011 (кафедра мікробіології, вірусології та імунології),
- Лідія Котляренко, доцент — 2011—2013,
- Лариса Федонюк, доктор медичних наук, професор — від 2013.

Колектив кафедри (станом на серпень 2023): професор — доктор медичних наук Лариса Ярославівна Федонюк, доценти — доктор ветеринарних наук Ярослав Степанович Стравський, Степан Степанович Подобівський, Ірина Богданівна Привроцька, Оксана Мирославівна Ярема; асистенти — Олена Юріївна Ружицька, Ольга Богданівна Фурка, Оксана Михайлівна Загричук, Неля Богданівна Гливка; старший лаборант - Петрик Надія Миколаївна, аспіранти - Хавтур Віра Олегівна, Марчук Ольга Михайлівна.

### Кафедра мікробіології, вірусології та імунології
Кафедра мікробіології організована в 1957 році і розташовувалася в приміщенні фізіологічного корпусу на Майдані Волі, 1.
Завідувачі кафедри:
- Галина Василенко, доцент — 1957—1963,
- Іван Ситник, доктор медичних наук, професор — 1963—1994,
- Сергій Климнюк, доктор медичних наук, професор — від 1994.

Колектив кафедри (станом на січень 2017): професор — доктор медичних наук Сергій Климнюк, завуч — доктор медичних наук Наталія Ткачук, доценти — кандидати медичних наук Михайло Творко, Олена Покришко, Лідія Романюк, Ніна Олійник, кандидат біологічних наук Ганна Мулярчук, асистенти — кандидат медичних наук Валентина Борак, кандидати біологічних наук Наталія Кравець, Ірина Стахурська, Ірина Волч, асистент Микола Винничук, старший лаборант Наталія Чорнобай, лаборанти Наталія Собко, Неля Собко.

### Кафедра нормальної фізіології
Кафедра нормальної фізіології створена в 1957 році.
Завідувачі кафедри:
- Костянтин Кованов, доктор медичних наук, професор — 1957—1991,
- Степан Вадзюк, доктор медичних наук, професор — від 1991.

Колектив кафедри (станом на січень 2017): професор — доктор медичних наук Степан Вадзюк, доценти — кандидати медичних наук Неоніла Зятковська, Ігор Папінко, Ігор Паньків, кандидат біологічних наук Оксана Ратинська, асистенти — кандидати медичних наук Лариса Лозіна, Людмила Татарчук, Наталія Волотовська, Софія Наконечна, Тетяна Лєбєдєва, та Тетяна Кащак, Христина Яцишин, Вікторія Тимошів, Роман Шмата, лаборанти — Юлія Галещук, Марія Шацька.

### Кафедра соціальної медицини, організації та економіки охорони здоров'я з медичною статистикою
Кафедра організації охорони здоров'я відкрита 1 вересня 1958 року і розпочала навчання зі студентами IV-го курсу. 1966 року перейменована на кафедру соціальної гігієни та організації охорони здоров'я, 1994 — на кафедру соціальної медицини, організації та економіки охорони здоров'я, 2005 — на кафедру соціальної медицини, організації та економіки охорони здоров'я з медичною статистикою та історією медицини.
У 1984 році на кафедрі створено республіканський курс підвищення кваліфікації лікарів — медичних статистиків, який пройшло близько 2000 лікарів з усіх областей України.
Завідувачі кафедри:
- К. Горшукова, доцент — вересень 1958—1972,
- Георгій Конопелько, кандидат медичних наук, доцент — 1972 — вересень 1983,
- Олександр Голяченко, доктор медичних наук, професор — вересень 1983 — липень 2003,
- Аркадій Шульгай, доктор медичних наук, професор — липень 2003 — вересень 2014,
- Галина Сатурська, доктор медичних наук, доцент — від вересня 2014.

Колектив кафедри (станом на січень 2017): професори — доктори медичних наук Аркадій Шульгай, Олександр Голяченко, Григорій Корицький, доценти — доктор медичних наук Галина Сатурська, кандидати медичних наук Наталія Панчишин, Любов Романюк, Ольга Литвинова, Валентина Смірнова, Наталія Теренда, Ніна Федчишин, Юрій Петрашик, асистенти — кандидат економічних наук Наталія Слободян, Людмила Ліштаба, старший лаборант — Ірина Микуліч.

### Кафедра фізичної терапії, ерготерапії та фізичного виховання
Кафедру фізичної терапії, ерготерапії та фізичного виховання створено однією з перших серед медичних вишів України за рішенням Вченої ради університету від 29 січня 2013 року (протокол № 8) та дозволом № 08.01-47/403/8419 МОЗ України від 26 березня 2013 року.
Завідувачі кафедри:
- Дарія Попович, доктор медичних наук, професор — від 2013.

Колектив кафедри (станом на січень 2021): професор — доктор медичних наук Дарія Попович, доценти — кандидат медичних наук Володимир Коваль, кандидати біологічних наук Наталія Безпалова, Наталія Давибіда, кандидати педагогічних наук Віктор Назарук, асистенти — кандидати медичних наук Ігор Салайда, Олена Вайда, Оксана Яворська, кандидати біологічних наук Анастасія Бай, Валентина Бондарчук,  здобувач за програмою вечірньої форми навчання — Катерина Миндзів, старший викладач  — кандидат педагогічних наук Любов Новакова, старші лаборанти — Ольга Бетлей, Петро Бондар, лаборант - Григорій Питляр.

### Кафедра медичної біоетики і деонтології

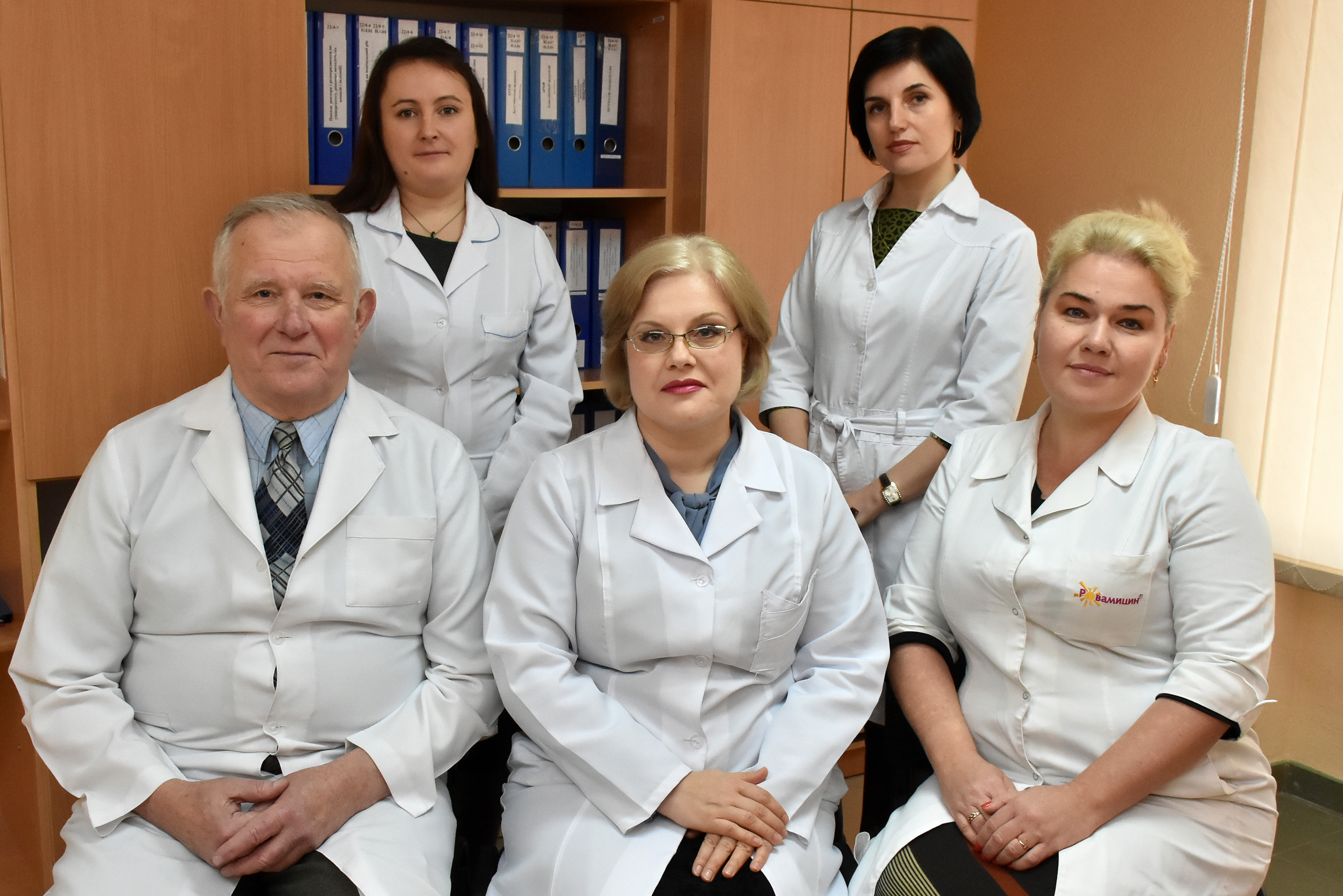
Кафедра медичної біоетики і деонтології, січень 2017

Кафедра медичної біоетики і деонтології створена в червні 2012 року.
Завідувачі кафедри:
- Наталія Волкова, доктор медичних наук, професор — від 2012.

Колектив кафедри (станом на січень 2017): професор — доктор медичних наук |Наталія Волкова, доценти — кандидати медичних наук Тетяна Толокова, Орест Березовський, кандидат біологічних наук Марія Коваль, асистент — Ольга Зарічна, старший лаборант — Тетяна Березюк.